# 西斯托·索里亚
西斯托·索里亚（西班牙語：Sixto Soria，1954年4月27日—），古巴男子拳击运动员。他曾代表古巴参加1976年夏季奥林匹克运动会拳击比赛，获得一枚银牌。他也曾在1978年世界拳击锦标赛上获得一枚金牌。